# Wolfsburg-Unkeroda
Wolfsburg-Unkeroda est une commune allemande de l'arrondissement de Wartburg, Land de Thuringe.

## Géographie
Wolfsburg-Unkeroda se situe à l'ouest de la forêt de Thuringe, sur l'Elte.
|  | Eisenach           |
|  | Wolfsburg-Unkeroda |
|  | Marksuhl           |

Wolfsburg-Unkeroda se trouve sur la ligne d'Eisenach à Lichtenfels.

## Histoire
Unkeroda est mentionné pour la première fois en 1197 sous le nom d'Onechenrode à l'occasion d'un achat de domaines par l'abbaye de Volkenroda. Wolfsburg est mentionné pour la première fois en 1247. Les villages se trouvent sur la Via Regia. À la Renaissance, ils se développent grâce à l'extraction du cuivre jusqu'à la guerre de Trente ans.
Pendant la RDA, Wolfsburg-Unkeroda est une résidence de vacances du FDGB.

## Personnalités liées à la commune
- Karl Hermann (1885-1973), homme politique

## Source de la traduction
- (de) Cet article est partiellement ou en totalité issu de l’article de Wikipédia en allemand intitulé « Wolfsburg-Unkeroda » (voir la liste des auteurs).